# Marguerite Victoire Le Normant de Flaghac
Marguerite-Victoire Le Normant de Flaghac, née à Riom le 5 janvier 1768 et décédée à Paris le 25 janvier 1830, est une fille illégitime du roi Louis XV.

## Biographie
Marguerite Victoire Le Normant de Flaghac est née à Riom le 5 janvier 1768, du roi Louis XV et d'une de ses maîtresses Marie-Louise O'Murphy, alors remariée avec François Nicolas Le Normant de Flaghac, receveur des finances à Riom, lointain cousin des Le Normant d’Étioles et Le Normant de Tournehem. Elle est donc aussi une cousine de la marquise de Pompadour par sa mère.
Des auteurs comme l'historien Camille Pascal affirment que Marguerite Victoire est une fille de Louis XV, notamment par le fait que la liaison entre Louis XV et la nouvelle comtesse de Flaghac, officiellement rompue en 1755, a très probablement repris de manière discrète par la suite, pendant le mariage de celle-ci .
Cette paternité de Louis XV repose sur plusieurs preuves :  
- Le roi fit verser la somme considérable de 350 000 livres à Marie-Louise entre 1771 et 1772 (à cette époque, Marguerite-Victoire, née en 1768, a dépassé le stade de la petite enfance, période de forte mortalité, et le roi, par ces dons, veille ainsi à l'établissement de son enfant Marguerite-Victoire).
- De plus, lorsque Marguerite-Victoire se marie, le contrat est passé en présence et avec l'agrément du roi et de la reine, ainsi que toute la famille royale. Son contrat de mariage porte ainsi les signatures de Louis XVI, Marie-Antoinette, Louis-Stanislas comte de Provence, Charles-Philippe comte d'Artois, de leurs épouses et de Madame Elisabeth, sœur du roi.
- Enfin, sous la Restauration, Charles X fait verser à Marguerite Victoire Le Normand de Flaghac une « indemnité annuelle » de 2 000 francs sur sa propre cassette, puis la fait inscrire sur la liste civile pour une pension viagère de 3 000 francs.

Marguerite Victoire Le Normand de Flaghac se marie deux fois :
1. par contrat passé le 26 février 1786 devant Duclos du Fresnoy, notaire à Paris [3], en présence de toute la famille royale, de plusieurs ministres [4], avec Didier François René Mesnard de Chouzy, capitaine en second au régiment de Navarre cavalerie, commissaire général de la Maison du Roi, gouverneur de la ville de Courtenay. fils de Didier François René Mesnard, comte de Chouzy, contrôleur général de la Maison du Roi, conseiller d'Etat, et de Marie-Rose Vassal [5]. Il est guillotiné à Paris le 18 avril 1794 (29 germinal an II).
2. au Havre le 22 novembre 1794 (2 frimaire an III) [6] avec Charles François Constant Le Normant de Tournehem, fils de Charles Guillaume Le Normant, seigneur d'Etiolles (veuf en premières noces de Jeanne Poisson, la marquise de Pompadour), et de Marie-Anne Matha, sa seconde épouse.

Elle a pour enfants :
Du premier mariage :
- François Didier Louis Mesnard de Chouzy, né à Paris, paroisse Saint Eustache, le 6 novembre 1789 [7];
- Alfred François Didier Louis Jacques Mesnard de Chouzy, gentilhomme de la chambre du Roi Charles X (Paris, 28 juillet 1792 - Paris, 27 octobre 1833) marié en 1822 avec Marie Nicole Blandine Nompère de Champagny de Cadore (1801-1865), fille de Jean-Baptiste Nompère de Champagny, duc de Cadore, et de Victoire Blandine Hue de Grosbois. Dont postérité : leur fils Didier Mesnard de Chousy, écrivain ; leur fille, Louise Thérèse Mesnard de Chousy, épouse en 1848 Edmond de Martimprey, général, sénateur, gouverneur des invalides ;

Du second mariage :
- Charles René Constant Le Normant de Tournehem, né à Paris le 22 juin 1794 (légitimé au mariage de ses parents), mort à Tours (Indre & Loire) le 30 juin 1860. Marié à Paris le 26 décembre 1825 avec Lise Virginie de Gohin, dont postérité.

C'est au domicile parisien de sa fille Victoire Le Normant de Flaghac que Marie-Louise O'Murphy s'éteint à Paris le 11 décembre 1814 , à l'âge de 77 ans. 
Marguerite Victoire meurt à son tour en 1830.

## Pages connexes
- Marie-Louise O'Murphy
- Etiolles